# ميكي فرناندس
ميكي فرناندس (بالإنجليزية: Micky Fernandes)‏ هو لاعب كرة قدم هندي في مركز الوسط، ولد في 20 أغسطس 1983 في غوا في الهند. شارك مع منتخب الهند لكرة القدم. أما مع النوادي، فقد لعب مع سبورتينغ غوا ونادي تشرتشل براذرز ونادي ديمبو ونادي سالغاوكار ونادي طيران الهند ونادي موهون باغان.

## وصلات خارجية
- ميكي فرناندس على موقع قاعدة بيانات كرة القدم.إي يو (الإنجليزية)